# Alliance Assurances
 (novembre 2017).
Alliance Assurances est une compagnie d'assurances algérienne, spécialisée dans les assurances et réassurances. Elle est cotée à la bourse d'Alger. Au premier semestre 2017, la compagnie dégage un résultat bénéficiaire brut de 195 Milliards de dinars algériens.

## Histoire
Alliance Assurances est une entreprise nationale algérienne créée en décembre 2004. La société est fondée par Hassen Khelifati. L'activité commerciale démarre en 2006.
En 2011, Alliance Assurances fait une entrée à la Bourse d'Alger et devient la première entreprise du secteur privé cotée à la Bourse d'Alger,.
En 2016, l'Entreprise réalise un chiffre d’affaires de plus de 4,5 milliards de dinars algériens. En 2020, Alliance Assurances lance une offre pour les start-ups.

## Activités
Alliance Assurances a pour mission principale les segments traditionnels des assurances (risques industriels, automobile, transports…) ainsi que les segments non exploités ou peu développés sur le marché tels que : Les assurances de particuliers et de ménages, les assurances de personnes à caractère de prévoyance, d’épargne, d’assistance et de santé les assurances des PME/PMI, professions libérales, commerçants et institutionnels.
Depuis sa création, Hassen Khelifati est président-directeur général de l'entreprise. Alliance Assurances est la première société privée cotée à la bourse d'Alger.